# 潜水泵

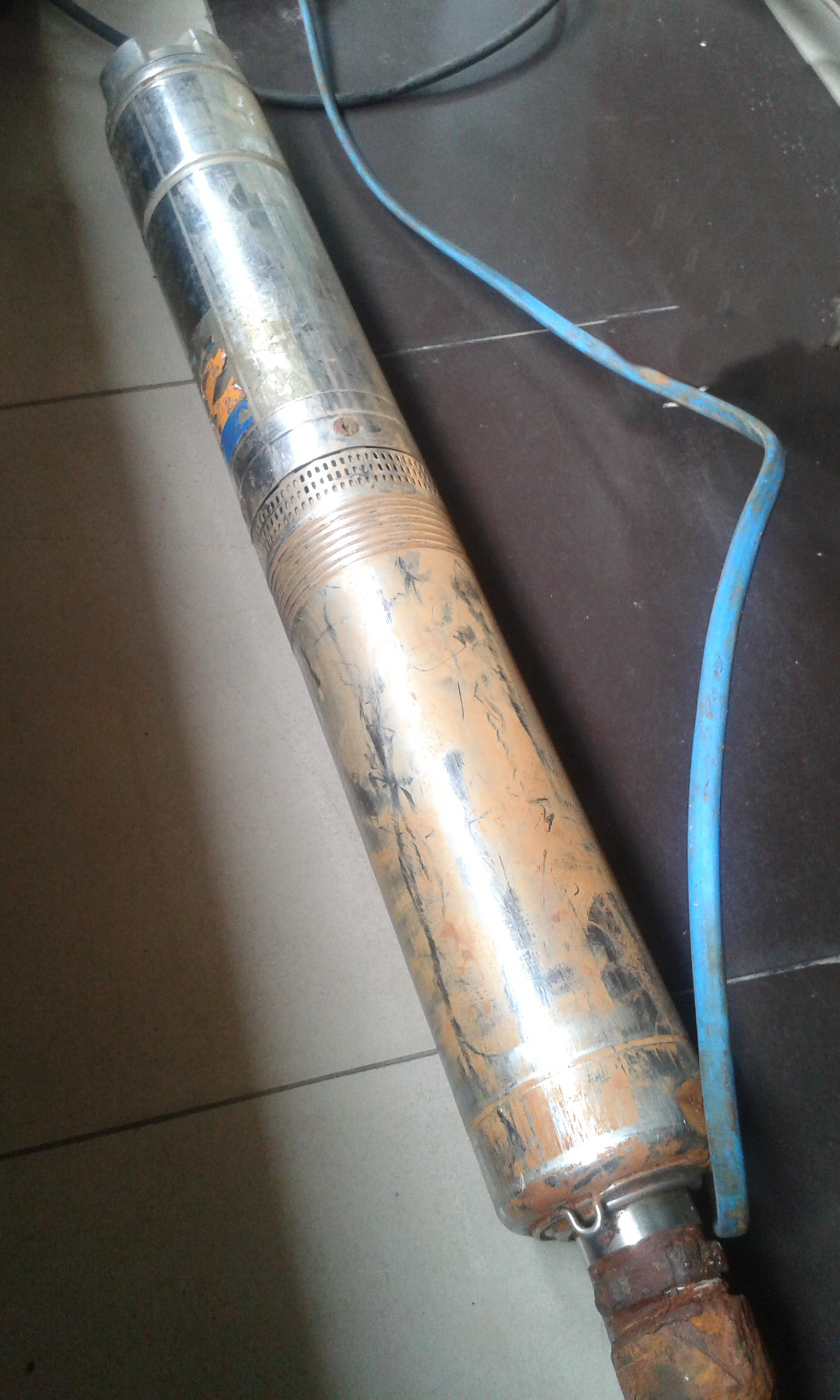
0.75馬力，抽地下水的潜水泵

潜水泵（Submersible pump）亦称沈水泵或潜水电泵，将电机和泵（离心式、轴流式或混流式）结合在一起，浸入水中提水的机械。电机内部有水封、油封、气封，能阻止水漏入电机中。
潜水泵具有结构紧凑，体积小，重量轻，不需固定安装基础，便于移动使用等特点。宜用于小容量的临时排水，提取井水和农业灌溉。潜水泵另一個好處是泵不會高過液面，可以避免空穴現象。

## 歷史
第一個成功使用潜水泵的人是亞美尼亞油井系統工程師及發明家Armais Arutunoff，他在1928年在油田中成功架設了第一個潜水油泵。